# Comuna Cervonopopivka, Kreminna
Cervonopopivka (în ucraineană Червонопопівка) este o comună în raionul Kreminna, regiunea Luhansk, Ucraina, formată din satele Cervonopopivka (reședința), Holîkove și Pișceane.

## Demografie
Componența lingvistică a comunei Cervonopopivka
     Ucraineană (93,62%)
     Rusă (5,62%)
     Alte limbi (0,69%)
Conform recensământului din 2001, majoritatea populației comunei Cervonopopivka era vorbitoare de ucraineană (93,62%), existând în minoritate și vorbitori de rusă (5,62%).